# Dagon
För andra betydelser, se Dagon (olika betydelser).

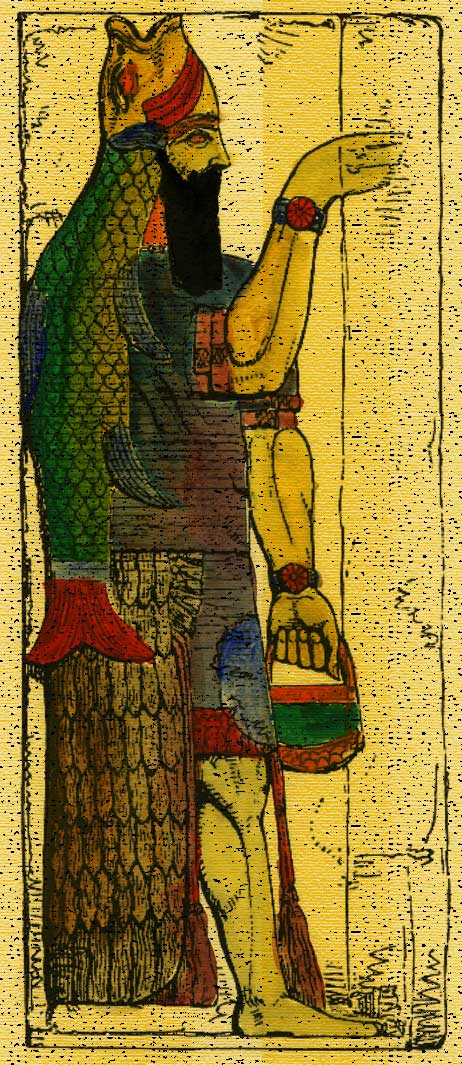
Teckning av Dagon i Ernst Wallis Illustrerad verldshistoria.

Dagon är en filisteisk gudomlighet, omtalad i gamla testamentet (Domarboken 16:23 och Första Samuelsboken 5:2). 
Filistéerna övertog Dagon från kananéerna och andra syro-feniciska folk som dyrkade guden som en fruktbarhetsgud knuten till jordbruk. Sanchuniathon betraktade honom som bror till El och Baals adoptivfar.
Dagon kan även associeras till H.P. Lovecrafts mytvärld, bland annat boken Dagon.